# Campionato mondiale femminile under 18 di pallavolo 1991
Il II campionato mondiale pre-juniores di pallavolo femminile si è svolto dal 2 al 9 settembre 1991 a Lisbona, in Portogallo. Alla competizione hanno partecipato 12 squadre nazionali pre-juniores e la vittoria finale è andata per la prima volta alla Corea del Sud.

## Squadre partecipanti
| - Algeria - Argentina - Bulgaria - Brasile - Cecoslovacchia - Corea del Sud | - Giappone - Polonia - Portogallo - Porto Rico - Romania - Unione Sovietica |

## Classifica finale
| Classifica | Squadre          |
| ---------- | ---------------- |
|            | Corea del Sud    |
|            | Brasile          |
|            | Unione Sovietica |
| 4          | Giappone         |
| 5          | Cecoslovacchia   |
| 6          | Bulgaria         |
| 7          | Argentina        |
| 8          | Romania          |
| 9          | Polonia          |
| 10         | Porto Rico       |
| 11         | Portogallo       |
| 12         | Algeria          |